# Велика Лашна
Велика Лашна (словен. Velika Lašna) — поселення в общині Камник, Осреднєсловенський регіон, Словенія. Висота над рівнем моря: 649,5 м.